# ديفيد روديلا
ديفيد روديلا (بالإنجليزية: David Rodela)‏ مواليد 25 أكتوبر 1986 في أوكسنارد، هو ملاكم محترف أمريكي يصنف ضمن فئة وزن الريشة.

## إحصائيات
خاض خلال مسيرته 33 نزالا، فاز في 17 وتعادل في 3 وخسر في 13. فاز بالضربة القاضية في 7 نزالات.

## روابط خارجية
- ديفيد روديلا على موقع بوكس ريك (الإنجليزية) (registration required)